# Camryn Manheim
Camryn Manheim, née le 8 mars 1961 à Caldwell (New Jersey), est une actrice, compositrice de musiques de films et productrice de cinéma et de télévision américaine.

## Biographie
Camryn Manheim née le 8 mars 1961 à Caldwell (New Jersey).
Elle a un frère, Karl Manheim.
Elle a étudié à la Tisch School of the Arts de New York.

### Vie privée
Elle a un fils, Milo Manheim, né en 2001.

## Carrière
Elle se fait connaître au grand public principalement à la télévision où elle obtiendra de petits rôles dans de nombreuses séries telles que The Practice à partir de 1997.
Alors qu'elle avait rejoint la série New York, Police Judiciaire lors de la saison 21, le 10 mai 2024, on apprend qu'elle quitte la série après seulement trois saisons.

## Filmographie

### Cinéma

#### Longs métrages
- 1990 : Le Bûcher des vanités (The Bonfire of the Vanities) de Brian De Palma : Poe Picketer
- 1994 : Aux bons soins du docteur Kellogg (The Road to Wellville) d'Alan Parker : Virginia Cranehill
- 1994 : Cracking Up de Rowby Goren et Chuck Staley : L'infirmière
- 1996 : L'Effaceur (Eraser) de Chuck Russell : L'infirmière
- 1996 : Jeffrey de Christopher Ashley : La femme seule
- 1996 : Rescuing Desire d'Adam Rodgers : Pappa
- 1997 : Romy et Michelle, 10 ans après (Romy and Michele's High School Reunion) de David Mirkin : Toby Walters
- 1997 : David Searchingde Leslie L. Smith : Gwen
- 1998 : Éveil à la vie (Wide Awake) de M. Night Shyamalan : Sœur Sophia
- 1998 : Happiness de Todd Solondz : Kristina
- 1998 : Code Mercury (Mercury Rising) d'Harold Becker : Dr London
- 1998 : The Tic Code de Gary Winick : Lily Swensrut
- 1998 : Fool's Gold de Jeffrey Janger : Patricia
- 1999 : Joe the King de Frank Whaley : Mlle Basile
- 2000 : De quelle planète viens-tu ? (What Planet Are You From?) de Mike Nichols : Alison
- 2003 : Scary Movie 3 de David Zucker : Shérif Champlin
- 2004 : Instincts meurtriers (Twisted) de Philip Kaufman : Lisa
- 2005 : Le Petit Dinosaure : L'Invasion des Minisaurus (The Land Before Time XI: Invasion of the Tinysauruses) de Charles Grosvenor : Tria (voix)
- 2005 : Dark Water de Walter Salles : Mme Finkle, l'institutrice
- 2005 : Une vie inachevée (An Unfinished Life) de Lasse Hallström : Nina
- 2005 : Marilyn Hotchkiss' Ballroom Dancing and Charm School de Randall Miller : Lisa Gobar
- 2006 : Le Petit Dinosaure : Le Jour du grand envol (The Land Before Time XII: The Great Day of the Flyers) de Charles Grosvenor : Tria (voix)
- 2007 : Slipstream d'Anthony Hopkins : Barbara
- 2009 : Love Hurts de Barra Grant : Gloria
- 2009 : Just Peck de Michael A. Nickles : Mme Wood
- 2011 : Without Men de Gabriela Tagliavini : La patronne
- 2011 : Fort McCoy de Kate Connor et Michael Worth : Florie
- 2012 : Jewtopia de Bryan Fogel : Eileen Daniels
- 2012 : Camilla Dickinson de Cornelia Duryée : Pamela Stephanowski
- 2013 : The Hot Flashes (en) de Susan Seidelman : Roxie Rosales
- 2015 : Cop Car de Jon Watts : Bev
- 2015 : Le Mal en elle (Return to Sender) de Fouad Mikati : Nancy
- 2018 : All About Nina d'Eva Vives : Debora
- 2020 : Plus rien à f*** (The F**k-It List) de Michael Duggan : Principale Baird
- 2020 : Killing Eleanor de Rich Newey : Anne-Marie

#### Courts métrages
- 2013 : Hotline de Deva Blaisdell-Anderson et Lee Miller : Beth / Lucy
- 2020 : Endangered d'Alex Wroten : La présentatrice de la vidéo

### Télévision

#### Séries télévisées
- 1993 - 1995 : Amoureusement vôtre (Loving) : Matron / Giselle, la masseuse
- 1994 : New York Undercover : Une avocate
- 1995 : ABC Afterschool Special : Risa
- 1995 : On ne vit qu'une fois (One Life to Live) : Rabbin Heller
- 1996 : Chicago Hope : La Vie à tout prix (Chicago Hope) : Marge Stewart
- 1997 : Les Anges du bonheur (Touched by an Angel) : Anita
- 1997 - 2004 : The Practice : Donnell et Associés (The Practice) : Ellenor Frutt
- 1998 : Ally McBeal : Ellenor Frutt
- 1999 : Oh Baby : Dale Harris
- 2000 : Le 10e Royaume (The 10th Kingdom) : Blanche Neige
- 2000 : Will et Grace (Will & Grace) : Sue
- 2000 : Les Griffin (Family Guy) : Une passagère dans l'avion / La mère communiste (voix)
- 2000 : Dilbert : Juliet (voix)
- 2001 : Boston Public : Ellenor Frutt
- 2001 : Gideon's Crossing : Ellenor Frutt
- 2004 : Mon oncle Charlie (Two and a Half Men) : Daisy, la sœur de Bertha
- 2004 : La Vie avant tout (Strong Medicine) : June
- 2004 : Les Héros d'Higglyville (Higglytown Heroes) : Une héroïne plombier (voix)
- 2005 : The L Word : Veronica Bloom
- 2005 : How I Met Your Mother : Ellen Pierce
- 2005 : Elvis : Une étoile est née (Elvis) : Gladys Presley
- 2006 : Lovespring International : Nancy
- 2006 - 2010 : Ghost Whisperer : Delia Banks
- 2007 : Hannah Montana : Margo, l'agent de Mikayla
- 2011 - 2012 : La Loi selon Harry (Harry's Law) : Kim Mendelsohn
- 2012 / 2016 - 2017 / 2020 : Docteur La Peluche (Doc McStuffins) : Ronda (voix)
- 2013 : Esprits Criminels (Criminal Minds) : Carla Hines
- 2013 : The Doc Files : Ronda (voix)
- 2013 - 2015 : Person of Interest : Control parfois appelée Madame
- 2014 : Extant : Sam Barton
- 2015 : Hand of God : Dr Langston
- 2016 : Code Black : Alice Williams
- 2016 : Younger : Dr Jane Wray
- 2016 : Masters of Sex : La leadeur du groupe
- 2017 : Major Crimes : Cheffe adjointe Winnie Davis
- 2018 : Waco : Balenda Thibodeau
- 2018 : Living Biblically : Mme Meadows
- 2018 - 2020 : Stumptown : Lieutenant Cosgrove
- 2019 : The Magicians : Shelia Cozener
- 2019 : Dolly Parton's Heartstrings : Mme Grover
- 2019 : Stumptown : Capitaine Cosgrove
- 2020 : Utopia : Artemis
- 2021 : Big Shot : Coach McCarthy
- 2022 : This Is Us : Debbie
- 2022 : New York, crime organisé (Law & Order: Organized Crime) : Lieutenant Kate Dixon
- 2022 - 2023 : New York, unité spéciale (Law and Order: Special Victims Unit) : Lieutenant Kate Dixon
- 2022 - 2024 : New York, police judiciaire (Law and Order) : Lieutenant Kate Dixon

#### Téléfilms
- 1995 : La mort dans l'âme (Deadly Whispers) de Bill L. Norton : Betty
- 1999 : Jackie's Back de Robert Townsend : Elle-même
- 2000 : The Loretta Claiborne Story de Lee Grant : Janet
- 2001 : Affaires de femmes (A Girl Thing) de Lee Rose : Suzanne Nabor
- 2001 : Samantha, star de l'ombre (Kiss My Act) de Duane Clark : Samantha "Sam" Berger
- 2003 : Le Projet Laramie (The Laramie Project) de Moisés Kaufman : Rebecca Hillicker
- 2005 : Passions sous la neige (Snow Wonder) de Peter Werner : Bev
- 2009 : Jesse Stone : L'Enfant disparu (Jesse Stone: Thin Ice) de Robert Harmon : Elizabeth Blue
- 2010 : Le Pacte de grossesse (Pregnancy Pact) de Rosemary Rodriguez : Infirmière Kim Daly
- 2014 : Le Candidat de mon cœur (The Makeover) de John Grat : Colleen
- 2017 : An American Girl Story: Summer Camp, Friends for Life d'Alison McDonald : Rae
- 2022 : L'Internat de la honte (Cruel Instruction) de Stanley M. Brooks : Miss Connie

## Voix francophones
En France, Camryn Manheim a été doublée par Marie-Laure Beneston de 1997 à 2019. La doublant d'abord sur la série Ghost Whisperer, c'est Josiane Pinson qui lui prête sa voix désormais de manière régulière.